# Thionia bullata
Thionia bullata är en insektsart som först beskrevs av Thomas Say 1830.  Thionia bullata ingår i släktet Thionia och familjen sköldstritar. Inga underarter finns listade i Catalogue of Life.